# Стеван Луковић
Стеван Луковић (Чачак, 27. децембар 1877 — Београд, 30. август 1902) био је српски новинар и књижевник.

## Биографија
Стеван Луковић је рођен 27. децембра 1877. у Чачку као најстарији од деветоро деце, Милоја и Јелене Лукић. Његова породица је прешла 1888. године у Београд да би деци обезбедила даље школовање. Похађао је Прву а потом Трећу гимназију у којој је био председник чувене литерарне ђачке дружине „Нада“. Завршио је Правни факултет у Београду. Бавио се књижевним радом, a радове је објављивао у Српском књижевном гласнику, као и у „Венцу“ и „Књижевним новостима“ (који су излазили у Загребу и Ријеци). Добитник је Светосавске награде за темат о „прогресивној порези“. Истакао се као новинар и књижевник радећи у „Звезди“ и „Дневном листу“.
Преминуо је 30. августа 1902. године у својој 25. години, у Београду, где је и сахрањен.

## Објављене песме
Стеван за живота није штампао својих 29 песама, али су оне после његове смрти изашле у збирци под називом „Песме Стевана М. Лукића“ 1903. године коју су издали Јован Скерлић и његови пријатељи. Меланхоличан, сетан и патриотски тон обележиће Луковићево песништво, надживеће га „Јесења кишна песма“. У Часопису „Дело“ 1895. штампана му је песма „Са Косова“ и друге. Године 1894. у „Звезди“ Јанка Веселиновића објавио је прву песму „Љуби, о љуби силно“. Стеван никад није успео да развије свој леп и изразит таленат. Већина његових песама су недовршене („Гениј“, „Народ“, „Прени се... прени Србине“, „Мајчино је срце меко“ и друге)